# Alfred Eisenbeisser
Alfred Eisenbeisser (7 de abril de 1908 - 1 de julho de 1991) foi um futebolista romeno que competiu na Copa do Mundo FIFA de 1930.